# Panawangan (plaats)
Panawangan is een bestuurslaag in het regentschap Ciamis van de provincie West-Java, Indonesië. Panawangan telt 4656 inwoners (volkstelling 2010).